# La Vengeance du sergent de ville
Pour plus de détails, voir Fiche technique et Distribution.
La Vengeance du sergent de ville est un film muet français réalisé par Louis Feuillade, tourné en 1912 et sorti en 1913.

## Fiche technique
- Titre : La Vengeance du sergent de ville
- Réalisation : Louis Feuillade
- Scénario : Louis Feuillade
- Société de production : Société des Établissements L. Gaumont
- Pays de production :  France
- Langue : film muet avec les intertitres en français
- Format : Noir et blanc — 35 mm — 1,33:1 — Muet
- Métrage : 265 m
- Genre : Film dramatique
- Durée : 8 minutes 40
- Date de sortie : 
  - France : 31 janvier 1913

## Distribution
- Louis Leubas : le sergent de ville
- René Navarre
- Yvette Andréyor
- André Luguet
- Renée Carl
- Suzanne Grandais
- Paul Manson